# Çingiz İldırım

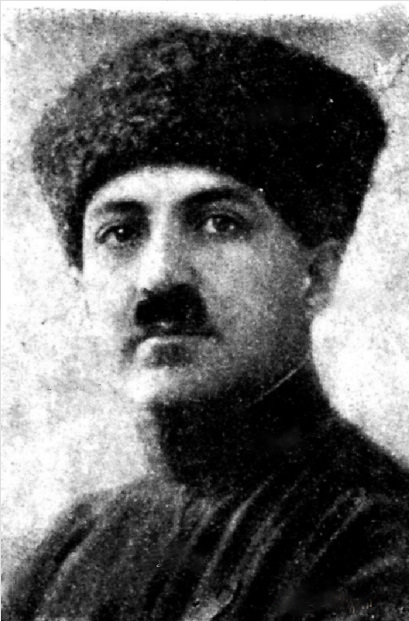
Çingiz İldırım

Çingiz İldırım oğlu Sultanov, abgekürzt Çingiz İldırım (eingedeutscht Tschingis Ildirym; * 10. Juli 1890 in Qubadlı, Gouvernement Elisawetpol, heute Gəncə; Russisches Kaiserreich; † 27. Juli 1941 in Moskau, RSFSR, UdSSR) war ein aserbaidschanischer Staatsmann und Ingenieur kurdischer Abstammung.

## Biographie
Nach dem Abschluss einer russisch-aserbaidschanischen Mittelschule in seiner Geburtsstadt Qubadlı wurde İldırım in die Realschule von Şuşa aufgenommen. Nach der Schließung dieser Einrichtung 1906 begab sich İldırım nach Wladikawkas, um dort seine schulische Laufbahn fortzusetzen. Im Anschluss ließ er sich in der Bergbau-Fakultät des Polytechnischen Instituts in Sankt Petersburg (heute die Polytechnische Peter-der-Große-Universität Sankt Petersburg) einschreiben. Dieses absolvierte İldırım 1916 mit einem Diplom als Metallurgieingenieur.
Nach der Oktoberrevolution 1917 schloss sich İldırım den Bolschewiki an. Ein Jahr später wurde er zum Beauftragten für die Angelegenheiten der Muslime in RSFSR ernannt. Er bekleidete gleichzeitig die Position des Leiters des muslimischen Militärausschusses im Petrograder (heute Sankt Petersburg) Militärkommissariat. Im selben Jahr wurde İldırım in den Petrograder Sowjet der Arbeiter- und Soldatendeputierten gewählt.
1919 kehrte İldırım nach Aserbaidschan zurück und wurde auf direkte Vermittlung von Əliheydər Qarayev (Alihejdar Qarajew), dem Parlamentsabgeordneten der Demokratischen Republik Aserbaidschan zum Ratsmitglied des Generalgouvernements Karabach.
İldırım nahm eine aktive Teilnahme an der Etablierung der Sowjetherrschaft in Aserbaidschan teil. Von 1920 bis 1924 wurde er zunächst zum Volkskommissar für Marineangelegenheiten, anschließend zum Volkskommissar für Post, Telegrafie und Eisenbahnwesen der Aserbaidschanischen SSR berufen.
Zwischen 1924 und 1928 war İldırım als stellvertretender Vorsitzender des Obersten Landwirtschaftsrates von Aserbaidschan tätig. 1929 ernannte man İldırım zum Projektleiter für die Errichtung des Magnitogorski metallurgitscheski kombinat. Ab 1932 war er stellvertretender Kombinatsleiter in Krywyj Rih.
Auf dem Höhepunkt stalinistischer Säuberungen geriet auch İldırım ins Visier des NKWD. Am 7. Juli 1937 wurde er unter dem Vorwurf kontrarevolutionärer Aktivitäten und Sabotagetätigkeiten festgenommen. Vier Jahre später wurde er per Beschluss des Militärkollegiums des Obersten Gerichtshofs der Sowjetunion zum Tode verurteilt und erschossen. Im Dezember 1956 wurde İldırım  nach der Geheimrede Chruschtschows posthum rehabilitiert.